# Liste antiker Ortsnamen und geographischer Bezeichnungen/Ug
| Lateinischer Name | Griechischer Name | Beschreibung | Heute | Quellen und Verweise | Lage |
| ----------------- | ----------------- | ------------ | ----- | -------------------- | ---- |
| Ugernum           |                   |              |       | Smith;               |      |
| Ugia              |                   |              |       | Smith;               |      |